# Pasquale De Barbieri
Don Pasquale De Barbieri all'anagrafe Pasquale Giuseppe Santo Maria (Sestri Ponente, 1° novembre 1903 – Tambov, 25 aprile 1943) è stato un militare e presbitero italiano insignito della medaglia d'oro al valor militare alla memoria nel corso della seconda guerra mondiale.

## Biografia
Nacque a Sestri Ponente, provincia di Genova, nel 1903, figlio di Giovanni Battista e Maria Teresa Parodi.
Studente in teologia,  nel marzo 1923 fu ammesso a frequentare la Scuola allievi sottufficiali di Milano del Regio Esercito e, nel febbraio 1924, venne posto in congedo con il grado di sergente. Compiuti gli studi nel Seminario di Genova, nel 1928 fu ordinato sacerdote e assunto quale coadiutore in una parrocchia di Nervi. Richiamato in servizio attivo nel gennaio 1941, fu destinato come cappellano militare all'89º ospedale da campo dislocato alla frontiera orientale. Nel luglio delle stesso anno, trasferito al 52º Reggimento artiglieria della 52ª Divisione fanteria "Torino", partì per l'Unione Sovietica al seguito del CSIR del generale Giovanni Messe. Durante la seconda battaglia difensiva del Don rimase gravemente ferito nel combattimento di Arbusow, 26 dicembre 1942, venendo fatto prigioniero di guerra. Decedette nel campo di concentramento di Tambow nella seconda decade di aprile del 1943, venendo successivamente insignito della medaglia d'oro al valor militare alla memoria.